# 陳聖崴

陳聖崴（1992年9月29日—），綽號小八，臺灣田徑運動員，主攻長跑、馬拉松項目。臺北市立大學運動教育研究所畢業，個人馬拉松最佳成績為2小時32分22秒(臺灣歷代72傑)， 6H超級馬拉松81.274公里（2014~2023年為全國男子紀錄保持人，及2014年起迄今是分齡M20第一保持人） （页面存档备份，存于），曾代表臺灣參加2016、2017年澳門銀河國際馬拉松及2016、2017年韓國群山市萬金馬拉松的男子馬拉松比賽。2014年5月在大專運動會前一天發生車禍，造成右腳開放性骨折，歷經15個月後才能正常跑步，傷後復出在2015年10月全運會馬拉松賽，以2小時49分23秒奪銅。2015年11月曾文水庫馬拉松賽，勇奪國內男子組總冠軍，2016年萬金石馬拉松拿到國內男子組總亞軍，赴南韓參加群山馬拉松，又以2小時32分21秒創下個人最佳成績，2016曾文水庫馬拉松蟬連國內第一。陳聖崴 Chen,Sheng-Wei個人臉書粉絲團:https://www.facebook.com/EightCoach/

## 最佳成績
- 5000公尺 15分57秒
- 10000公尺 32分24秒
- 半程馬拉松 73分13秒
- 全程馬拉松 2小時32分22秒(臺灣歷代66傑(2021年))
- 6H超級馬拉松 81.274公里(臺灣男子6HR全國紀錄(2014年))

## TPE國手參賽紀錄
- 2016、2017年 澳門銀河國際馬拉松
- 2016、2017年 韓國群山市萬金馬拉松

## 賽事經歷
- 2011年 adidas酷跑接力 社會組 總排名第二名
- 2011年 mizuno馬拉松接力賽 大甲組 總排名第五名
- 2011年 基隆市市長盃忠孝獅子會 五分山馬拉松 半程馬拉松 總排第五名

- 2012年 中壢市國際路跑賽 半程馬拉松  總排名第二名
- 2012年 29th mizuno曾文水庫馬拉松 12公里 總排名第二名
- 2012年 K-SWISS路跑賽 10公里 總排名第三名
- 2012年 Mizuno高雄國際馬拉松 超半程馬拉松 總排名第四名
- 2012年 金門馬拉松 半程馬拉松  總排名第四名
- 2012年 萬金石2012國際馬拉松 半程馬拉松 總排名第七名

- 2013年 全國運動會 馬拉松 第五名
- 2013年 JCl SWEET盃星光夜跑馬拉松 半程馬拉松 總排名第一名
- 2013年 第二屆比基尼太麻里沙灘路跑賽 20公里 總排名第二名
- 2013年 澎湖馬拉松 馬拉松 總排名第三名
- 2013年 30th mizuno曾文水庫馬拉松 馬拉松 總排名第三名
- 2013年 臺北國道馬拉松 10公里 總排名第三名
- 2013年 為健康高雄而跑 半程馬拉松 總排名第五名
- 2013年 萬金石2013國際馬拉松 半程馬拉松 總排第六名
- 2013年 金門馬拉松  馬拉松 總排第七名
- 2013年 MIZUNO馬拉松接力賽 大專甲組 第七名

- 2014年 億載金城超級馬拉松挑戰賽 6小時挑戰組 總排名第一名 (國家紀錄保持人)
- 2014年 萬金石2014國際馬拉松 馬拉松 國內總排名第二名
- 2014年 臺北國道馬拉松 10公里 總排名第三名
- 2014年 高樹蜜鄉馬拉松 馬拉松 總排名第三名

- 2015年 全國運動會 馬拉松 第三名
- 2015年 宜蘭國道馬拉松 馬拉松 第五名 [ 國內第一名 ]
- 2015年 曾文水庫馬拉松 馬拉松 第三名 ﹝國內第一名﹞[3]

- 2016年 大腳丫森林馬拉松苗栗西湖站 第二名﹝國內第一名﹞
- 2016年 屏東高樹密鄉國際馬拉松 第二名﹝國內第一名﹞
- 2016年 素還真:石破天驚路跑半程馬拉松 第一名
- 2016年 三商企業盃公益路跑 22KM半程馬拉松 第三名 ﹝國內第一﹞
- 2016年 草山馬拉松 男子第二名﹝國內第一名，破紀錄﹞
- 2016年 猴世界骨鬆日來勇骨力 半程馬拉松 第六名 ﹝國內第一名﹞
- 2016年 第33屆曾文水庫馬拉松 第三名 ﹝國內第一名﹞
- 2016年 新北市萬金石馬拉松 國內第二名
- 2016年 雲林路跑 10公里 男子第二名
- 2016年 拒毒!風火輪 第四名﹝國內第三名﹞
- 2016年 馬組馬拉松 第四名﹝國內第三名﹞

- 2017年 二鹿風華馬拉松 半程馬拉松 總排第一名
- 2017年 十鼓橋糖秘境國際馬拉松 半程馬拉松 總排第三名(國內第一)
- 2017年 臺灣戶外風櫃嘴全國馬拉松 馬拉松 總排第一名
- 2017年 金門馬拉松 第六名 ﹝國內第三名﹞
- 2017年 南澳春季路跑嘉年華 半程馬拉松 總排第一名
- 2017年 後龍盃公益路跑 半程馬拉松 總排第一名
- 2017年 紅毛埤半程馬拉松 半程馬拉松 總排第一名
- 2017年 阿甘盃路跑嘉年華 半程馬拉松 總排第一名
- 2017年 虎頭埤阿勃勒鳳梨秘境馬拉松 半程馬拉松 總排第二名
- 2017年 新北市萬金石馬拉松 馬拉松 國內第三名
- 2017年 金虎爺全國路跑賽 12.5公里組 總排第四名

- 2019年 新北市萬金石馬拉松 迷你馬 總排第四名

## 授課經歷
- 2020-2025年 Evan's Running Club跑團 教練
- 2019-2025年 社團法人宜蘭縣愛胰協會(羅東)跑班 教練
- 2018-2025年 PTT進化團 （页面存档备份，存于） 教練
- 2019-2025年 宜蘭進階跑班 教練
- 2021年 宜蘭培養跑班 教練
- 2020年 贏戰初夏跑步班(森跑板橋館) 教練
- 2019年 跑者肌地-初階班 教練
- 2019年 萬金石全馬官方訓練營(森跑板橋館) 教練
- 2019年 跑者基地(初階班) 教練
- 一對一私人跑步教學 教練